# Encuentro ajedrecístico Rusia contra el resto del mundo

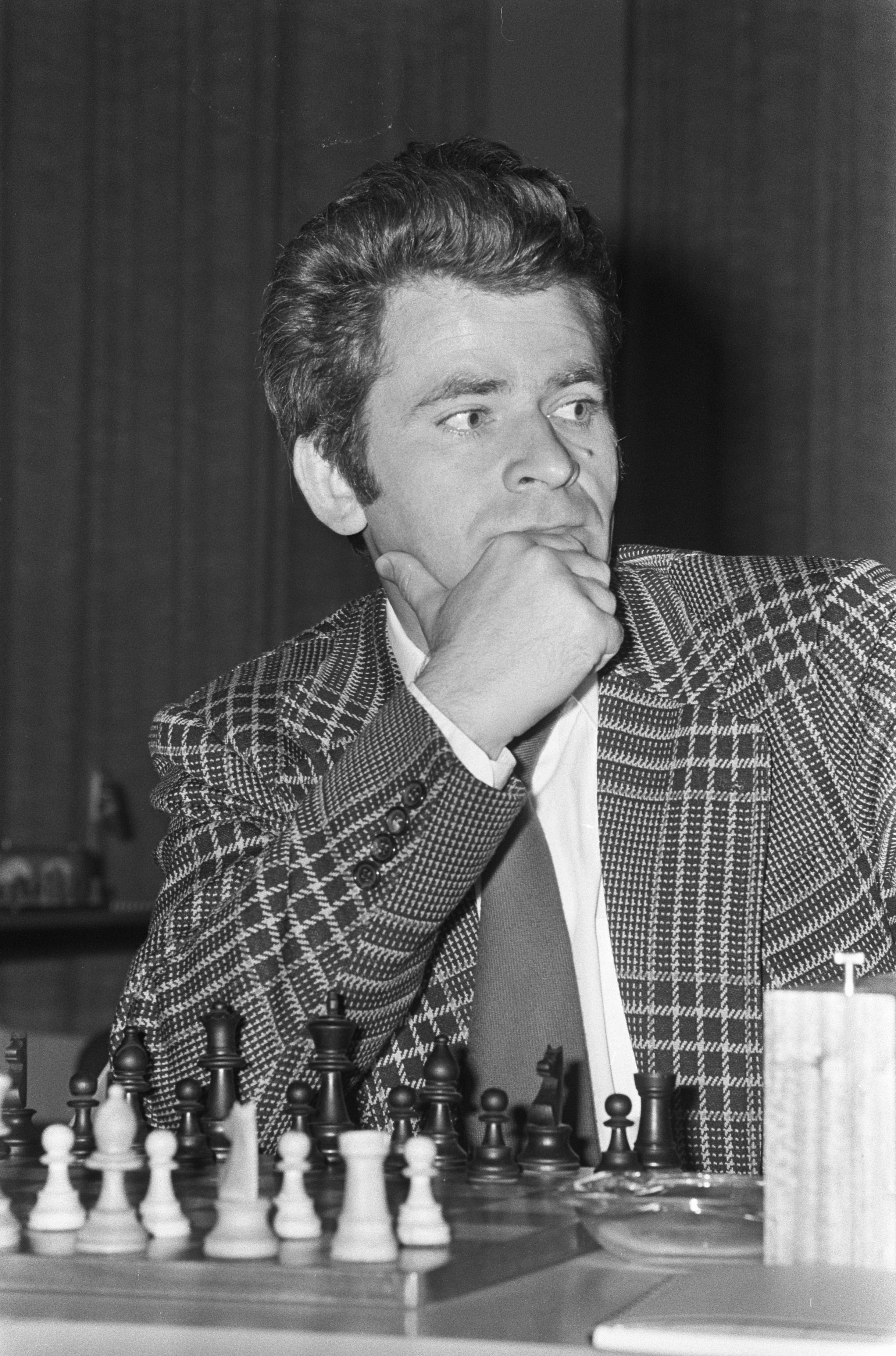
En esta foto podemos ver a Eerste ronde IBM-schaaktoernooi, Boris Spasski, un ajedrecista.

A lo largo de la historia ha habido tres encuentros oficiales Rusia (URSS) contra el Resto del Mundo. Todos los matches han sido seguidos y jugados con mucho interés por grandes ajedrecistas.

## Origen
Cuando el siglo XX entró en su tercio final, ya era aparente para los historiadores y entusiastas del ajedrez, que la URSS había construido los estándares a un nivel que otras naciones sólo podían aspirar. Aparte de la breve intervención de Max Euwe, habían producido una línea ininterrumpida de campeones del mundo de ajedrez desde 1927 hasta 1970. De forma similar, desde su primera participación, habían dominado completamente los eventos de ajedrez por equipos como las Olimpíadas de ajedrez y el Campeonato de Europa por equipos de ajedrez. Era tan pronunciado el abismo entre el lado soviético y sus competidores más cercanos, que se necesitó un severo reto para calibrar la medida de su supremacía. Tal reto se presentó en 1970, cuando Max Euwe (por entonces, presidente de la FIDE) anunció un match para medir la fuerza de la URSS contra el colectivo del Resto del Mundo.
Si los soviéticos lo vieron como una oportunidad para coronar su gloria, el Resto del Mundo estuvo igualmente determinado a demostrar que la emergencia de Bobby Fischer como un futuro campeón del mundo fue sintomático de un cambio más amplio en la calidad de la base. 
Como la Guerra Fría dictaba las tendencias políticas de la era, los principales escritores previsiblemente escribieron mucho sobre el evento. Los deportes generalmente resisten a tales presiones exteriores, sin embargo y después de los años, permanece como un gran acontecimiento deportivo, de gran calidad, limpio, libre de interferencias políticas.

## Primer encuentro, Belgrado 1970
El primer encuentro ocurrió en Belgrado del 29 de marzo hasta el 5 de abril de 1970 y fue llamado como "El Match del Siglo - URSS vs el Resto del Mundo".
Diez jugadores por equipo jugaban cuatro partidas contra su oponente. Excepcionalmente, se podían utilizar dos reservas para cambiar a un jugador en cualquier tablero bajo la dirección del capitán. Por primera vez, se utilizó el sistema de clasificación de Árpád Élő para determinar el orden de fuerza, excepto en el caso de Bent Larsen y Bobby Fischer. Larsen no podía aceptar que la clasificación de Fischer le hiciera el primer tablero del Resto del Mundo debido a su reciente periodo de inactividad. Justo cuando el desacuerdo parecía tirar por la borda el encuentro, Fischer sorprendentemente estuvo de acuerdo en bajar un tablero.
Sobre el papel, el encuentro parecía desalentador para el equipo del Resto del Mundo ya que ellos luchaban contra cinco campeones del mundo y varios jugadores que habían conseguido buenos resultados en Torneos de Candidatos. Sin embargo, un terrorífico escenario de desafío de los cuatro primeros tableros del Resto del Mundo casi inclinó la balanza y al final, sólo fue la fuerza de fondo de los soviéticos que ganó al final, por el margen más estrecho. 
Lajos Portisch contribuyó con un punto más a su marcador, pero provocó la cólera de Fischer cuando concedió unas tablas ante Víktor Korchnói en una posición ganadora. La partida fue considerada por muchos como crucial en la determinación del resultado final del match.
Resultados por tablero (los jugadores de la URSS nombrados primero):
- Tablero 1 - Borís Spaski (Leonid Stein jugó 1 partida puntuó 0) 1.5 - 2.5 Bent Larsen
- Tablero 2 - Tigran Petrosian 1.0 - 3.0 Bobby Fischer
- Tablero 3 - Víktor Korchnói 1.5 - 2.5 Lajos Portisch
- Tablero 4 - Lev Polugayevski 1.5 - 2.5 Vlastimil Hort
- Tablero 5 - Yefim Géler 2.5 - 1.5 Svetozar Gligorić
- Tablero 6 - Vasili Smyslov 2.5 - 1.5 Samuel Reshevsky (Friðrik Ólafsson jugó 1 partida puntuó 0)
- Tablero 7 - Mark Taimánov 2.5 - 1.5 Wolfgang Uhlmann
- Tablero 8 - Mijaíl Botvínnik 2.5 - 1.5 Milan Matulovic
- Tablero 9 - Mijaíl Tal 2.0 - 2.0 Miguel Najdorf
- Tablero 10 - Paul Keres 3.0 - 1.0 Borislav Ivkov

Resultado final - URSS 20.5 - 19.5 Resto del Mundo
Dos reservas adicionales, David Bronstein (URSS) y Klaus Darga (Resto del Mundo) no fueron utilizados.
El veredicto de Mijaíl Tal en "64" (Nº. 17) - “Nosotros ganamos, pero hay algunas razones para preocuparse: ¿por qué los jugadores extranjeros están progresando más rápido, al menos en apariencia? ¿Por qué es la media de edad de nuestros oponentes menor que la de nuestro equipo nacional? ¿Por qué sólo han salido tres jugadores de torneo realmente fuertes en la Unión Soviética durante los últimos años?”

## Segundo encuentro, Londres 1984
El segundo encuentro transcurrió en Londres, del 24 de junio al 29 de junio de 1984 y se publicitó con el mismo título que el primer encuentro "El Match del Siglo".
Jugado en la Isla de Perros, el match sólo tuvo lugar gracias a un paquete de medidas de emergencia, cuando los patrocinadores se retractaron de los previamente ostentosos lugares de Belgrado y después Roma. La alternativa de Londres fue posible gracias a los esfuerzos de Ray Keene, la London Docklands Corporation, la Federación Británica de Ajedrez y un rico copatrocinio del hombre de negocios indonesio Mr H M Hasan, que quería ser nombrado capitán del equipo del Resto del Mundo.
El formato siguió al del encuentro previo de 1970. Esta vez los equipos parecían tener una igualdad mayor en cuanto a fuerza, con una media de Elo casi idéntica. Korchnói en ese momento había cambiado de bando, después de su deserción hacia el oeste y esta era una razón inconcebible por la que Moscú (el lugar de elección lógico 'casa-fuera' para un reencuentro) no fuese propuesto como un lugar del encuentro (había una gran cantidad de antagonismo entre Korchnói y las autoridades soviéticas).
Mr. Hasan prudentemente entregó las tareas de capitanía ejecutiva a Lubomir Kavalek mientras que los soviéticos emplearon al Gran Maestro y psicólogo Nikolái Krogius en el mismo papel. El árbitro jefe fue Robert Wade.
En el bando del Resto del Mundo, Lajos Portisch se consideró insultado por el ofrecimiento del tablero 7 y renunció a jugar. Borís Spaski acababa de dejar la URSS para trasladarse a Francia y creía que sería demasiado doloroso alinearse como contrincante de sus antiguos compañeros. Vlastimil Hort simplemente tenía otras cosas que hacer.
Mientras tanto, los recién llegados a la URSS Anatoli Kárpov y Gari Kaspárov reforzaron la mitad superior del bando de la URSS, una zona de debilidad en el anterior encuentro. Sorprendentemente, los veteranos Mijaíl Tal, Vasili Smyslov y Lev Polugayevski participaron una vez más y otra vez tuvieron unos resultados respetables. Tigran Petrosian estuvo ausente por enfermedad, pero el sólido Yuri Razuváyev representó a la URSS admirablemente. Por parte del equipo del Resto del Mundo, Tony Miles y Eugenio Torre restauraron algo de orgullo en los tableros bajos, pero el daño real se hizo en el tablero 6, donde el desenfrenado excampeón del mundo juvenil Alexander Beliavsky no podía ser contenido por los esfuerzos combinados de Yasser Seirawan y Bent Larsen. Algunos espectadores creían que Seirawan había sido elegido estúpidamente sobre Walter Browne que tenía una clasificación mayor, porque tenía una imagen glamurosa.
Resultados por tableros (Jugadores de la URSS nombrados primero):
- Tablero 1 - Anatoli Kárpov 2.5 - 1.5 Ulf Andersson
- Tablero 2 - Gari Kaspárov 2.5 - 1.5 Jan Timman
- Tablero 3 - Lev Polugayevski (Vladímir Tukmakov jugó una partida y puntuó 0.5) 1.5 - 2.5 Víktor Korchnói
- Tablero 4 - Vasili Smyslov (Vladímir Tukmakov jugó dos partidas y puntuó 1.5) 2.0 - 2.0 Ljubomir Ljubojević
- Tablero 5 - Rafael Vaganian 1.5 - 2.5 Zoltan Ribli
- Tablero 6 - Alexander Beliavsky 3.5 - 0.5 Yasser Seirawan (Bent Larsen jugó dos partidas y puntuó 0.5)
- Tablero 7 - Mijaíl Tal (Oleg Romanishin jugó una partida y puntuó 0.5) 2.5 - 1.5 John Nunn (Murray Chandler jugó una partida y puntuó 0.5)
- Tablero 8 - Yuri Razuváyev 2.0 - 2.0 Robert Hübner
- Tablero 9 - Artur Yusúpov (Oleg Romanishin jugó una partida y puntuó 0) 1.5 - 2.5 Anthony Miles
- Tablero 10 - Andréi Sokolov (Oleg Romanishin jugó una partida y puntuó 0.5) 1.5 - 2.5 Eugenio Torre

Resultado final - URSS 21 - 19 Resto del Mundo

## Tercer encuentro, Moscú 2002
El tercer encuentro transcurrió en Moscú del 8 de septiembre al 11 de septiembre de 2002 y esta vez fue denominado "El Match del Nuevo Siglo" o "El Match del Siglo XXI".
Si el evento tenía que ser más amigable con los medios de comunicación y los patrocinadores, tenía que tener algunos cambios drásticos de formato. 
No gustaba la idea de que los combatientes se emparejaran sólo con su número opuesto e involucrara una larga y psicológica guerra de desgaste. Esto podría ser apelado por los puristas del ajedrez, pero no para el espectador casual o para los periodistas hambrientos de emoción y lucha. Además, para hacer el ajedrez viable para un espectador deportivo, se creía ampliamente que unos límites de tiempo menores y los finales rápidos y espectaculares eran elementos necesarios. Entonces, estaba la difícil tarea de juntar a todos los jugadores de élite en el mismo lugar al mismo tiempo. Un torneo largo podía desanimar a algunos de ellos.
El acuerdo final pareció ser satisfactorio para cubrir todas las bases. Un formato 'Scheveningen' con 10 jugadores a 10 rondas, con un ritmo de 25 minutos (+10 segundos de incremento por jugada). Este torneo podía ser comprimido en sólo 4 días con 2 o 3 rondas por día.
En términos de selección de equipos, la ruptura de la URSS había precipitado algunos cambios significantes. Esta vez era Rusia contra el Resto del Mundo y los jugadores restantes de la Unión Soviética pudieron ser elegidos para la escuadra del Resto del Mundo. Al principio parecía que esto facilitaría un equipo del Resto del Mundo imparable, pero con una inspección más minuciosa no estaba tan claro. Los campeones del mundo rusos (y supervivientes del equipo de la URSS de 1984) Gari Kaspárov y Anatoli Kárpov estarían junto a dos miembros del club "K", los campeones del mundo Vladímir Krámnik y Aleksandr Jálifman. Con la suma de 3 campeones de Rusia (Aleksandr Morozévich, Piotr Svidler y Aleksandr Motyliov) y dos jugadores más con un Elo por encima de 2700 (Yevgeni Baréyev y Aleksandr Grishchuk), las cosas parecían decididamente más esperanzadoras de lo que se había esperado. De hecho, la media de Elo de los dos bandos estaba separada por solo un punto y así había una perspectiva de un campeonato cerrado. Kaspárov en una conferencia de prensa previa al match parecía más bien optimista, declarando que el ajedrez era el único deporte en que Rusia podía seguir contemplando la victoria en tales circunstancias.
El equipo del Resto del Mundo tenía muchos de sus primeros jugadores disponibles, excepto las ausencias de Michael Adams y Veselin Topalov que habrían sido elecciones automáticas. La inclusión de los exsoviéticos, Vasili Ivanchuk, Borís Gélfand, Alekséi Shírov y Ruslán Ponomariov, sin embargo, parecía compensar bien cualquier pérdida. 
Cada bando tenía dos substitutos, que podían rellenar en cualquier sitio, limitándose a que no podrían jugar con el mismo jugador más de una vez. Estos fueron Sergéi Rubliovski y Vadim Zviágintsev para los rusos y Vladímir Akopián y Zurab Azmaiparashvili para el Resto del Mundo.
Resultados ronda a ronda - los miembros del equipo ruso se muestran en negrita
8 de septiembre de 2002 - Ronda 1
- - Aleksandr Jálifman - Teimour Radjabov 1/2
  - Anatoli Kárpov - Iliá Smirin 0-1
  - Judit Polgár - Aleksandr Grishchuk 0-1
  - Nigel Short - Piotr Svidler 1/2
  - Yevgeni Baréyev - Alekséi Shírov 1/2
  - Aleksandr Morozévich - Borís Gélfand 1/2
  - Vasili Ivanchuk - Gari Kaspárov 1-0
  - Péter Lékó - Vladímir Krámnik 1/2
  - Sergéi Rubliovski - Ruslán Ponomariov 1/2
  - Aleksandr Motyliov - Viswanathan Anand 0-1
    - Rusia - Resto del Mundo 4.0-6.0

8 de septiembre de 2002 - Ronda 2
- - Teimour Radjabov - Anatoli Kárpov 1-0
  - Iliá Smirin - Aleksandr Jálifman 1/2
  - Sergéi Rubliovski - Judit Polgár 1-0
  - Aleksandr Grishchuk - Nigel Short 1/2
  - Alekséi Shírov - Aleksandr Morozévich 1-0
  - Borís Gélfand - Yevgeni Baréyev 0-1
  - Vladímir Krámnik - Vasili Ivanchuk 1/2
  - Gari Kaspárov - Péter Lékó 1/2
  - Ruslán Ponomariov - Aleksandr Motyliov 1/2
  - Viswanathan Anand - Vadim Zviágintsev 1-0
    - Rusia - Resto del Mundo 4.5-5.5

9 de septiembre de 2002 - Ronda 3
- - Borís Gélfand - Gari Kaspárov 1/2
  - Alekséi Shírov - Vladímir Krámnik 1-0
  - Aleksandr Morozévich - Vladímir Akopián 1-0
  - Yevgeni Baréyev - Nigel Short 1-0
  - Teimour Radjabov - Piotr Svidler 0-1
  - Viswanathan Anand - Aleksandr Jálifman 1/2
  - Alekséi Dréyev - Péter Lékó 1/2
  - Ruslán Ponomariov - Vadim Zviágintsev 1-0
  - Aleksandr Motyliov - Vasili Ivanchuk 1/2
  - Iliá Smirin- Aleksandr Grishchuk 1/2
    - Rusia - Resto del Mundo 5.5-4.5

9 de septiembre de 2002 - Ronda 4
- - Anatoli Kárpov - Viswanathan Anand 1/2
  - Péter Lékó - Aleksandr Motyliov 1-0
  - Aleksandr Jálifman - Ruslán Ponomariov 0-1
  - Nigel Short - Aleksandr Morozévich 0-1
  - Aleksandr Grishchuk - Teimour Radjabov 1-0
  - Piotr Svidler - Iliá Smirin 1/2
  - Gari Kaspárov - Alekséi Shírov 1-0
  - Vladímir Krámnik - Borís Gélfand 1/2
  - Vasili Ivanchuk - Alekséi Dréyev 1/2
  - Zurab Azmaiparashvili - Yevgeni Baréyev 1/2 
    - Rusia - Resto del Mundo 5.5-4.5

9 de septiembre de 2002 - Ronda 5
- - Alekséi Dréyev - Alekséi Shírov 1/2
  - Aleksandr Grishchuk - Ruslán Ponomariov 1/2
  - Vladímir Akopián - Vladímir Krámnik 0-1
  - Piotr Svidler - Viswanathan Anand 1-0
  - Aleksandr Motyliov - Borís Gélfand 0-1
  - Aleksandr Morozévich - Iliá Smirin 1-0
  - Yevgeni Baréyev - Teimour Radjabov 0-1
  - Péter Lékó - Anatoli Kárpov 0-1
  - Judit Polgár - Gari Kaspárov 1-0
  - Vasili Ivanchuk - Sergéi Rubliovski 1-0 
    - Rusia - Resto del Mundo 5.0-5.0

10 de septiembre de 2002 - Ronda 6
- - Borís Gélfand - Alekséi Dréyev 1-0
  - Iliá Smirin - Yevgeni Baréyev 0-1
  - Vladímir Krámnik - Judit Polgár 1/2
  - Gari Kaspárov - Nigel Short 1/2
  - Ruslán Ponomariov - Piotr Svidler 1/2
  - Teimour Radjabov - Aleksandr Morozévich 0-1
  - Alekséi Shírov - Aleksandr Motyliov 1-0
  - Anatoli Kárpov - Vasili Ivanchuk 1/2
  - Aleksandr Jálifman - Péter Lékó 1/2
  - Zurab Azmaiparashvili - Aleksandr Grishchuk 1/2
    - Rusia - Resto del Mundo 5.0-5.0

10 de septiembre de 2002 - Ronda 7
- - Gari Kaspárov - Teimour Radjabov 1/2
  - Péter Lékó - Piotr Svidler 1/2
  - Aleksandr Morozévich - Viswanathan Anand 1/2
  - Aleksandr Jálifman - Alekséi Shírov 1/2
  - Yevgeni Baréyev - Ruslán Ponomariov 1/2
  - Vladímir Krámnik - Iliá Smirin 0-1
  - Vasili Ivanchuk - Aleksandr Grishchuk 1/2
  - Anatoli Kárpov - Borís Gélfand 1/2
  - Judit Polgár - Alekséi Dréyev 0-1
  - Nigel Short - Sergéi Rubliovski 1/2 
    - Rusia - Resto del Mundo 5.0-5.0

10 de septiembre de 2002 - Ronda 8
- - Teimour Radjabov - Sergéi Rubliovski 1/2
  - Vladímir Akopián - Gari Kaspárov 1-0
  - Vadim Zviágintsev - Judit Polgár 1/2
  - Alekséi Dréyev - Nigel Short 1/2
  - Alekséi Shírov - Anatoli Kárpov 1/2
  - Borís Gélfand - Aleksandr Jálifman 1-0
  - Piotr Svidler - Vasili Ivanchuk 1/2
  - Aleksandr Grishchuk - Péter Lékó 1/2
  - Ruslán Ponomariov - Aleksandr Morozévich 1/2
  - Viswanathan Anand - Yevgeni Baréyev 1/2
    - Rusia - Resto del Mundo 4.0-6.0

11 de septiembre de 2002 - Ronda 9
- - Alekséi Dréyev - Teimour Radjabov 1/2
  - Aleksandr Grishchuk - Alekséi Shírov 0-1
  - Péter Lékó - Aleksandr Morozévich 1-0
  - Nigel Short - Anatoli Kárpov 0-1
  - Sergéi Rubliovski - Iliá Smirin 1/2
  - Vasili Ivanchuk - Yevgeni Baréyev 1/2
  - Gari Kaspárov - Ruslán Ponomariov 1/2
  - Piotr Svidler - Borís Gélfand 1/2
  - Zurab Azmaiparashvili - Aleksandr Jálifman 1/2
  - Vladímir Krámnik - Viswanathan Anand 1/2 
    - Rusia - Resto del Mundo 4.5-5.5

11 de septiembre de 2002 - Ronda 10
- - Yevgeni Baréyev - Péter Lékó 1/2
  - Borís Gélfand - Aleksandr Grishchuk 1/2
  - Ruslán Ponomariov - Vladímir Krámnik 1/2
  - Alekséi Shírov - Piotr Svidler 1-0
  - Aleksandr Jálifman - Nigel Short 1/2
  - Viswanathan Anand - Gari Kaspárov 1/2
  - Iliá Smirin - Alekséi Dréyev 0-1
  - Teimour Radjabov - Vadim Zviágintsev 1-0
  - Anatoli Kárpov - Judit Polgár 1-0
  - Aleksandr Morozévich - Vasili Ivanchuk 1/2
    - Rusia - Resto del Mundo 5.0-5.0

Resultado Final - Rusia 48 - 52 Resto del Mundo
El marcador fue finalmente equilibrado durante gran parte del match, el Resto del Mundo sólo se despegó para una victoria cómoda en las últimas tres rondas.
Tratando de identificar las actuaciones más pobres del lado ruso, hay que notar que al final de la ronda 3, ninguna de las 4 "K"s había sacado una victoria individual. Kaspárov en particular, perdió con Polgár por primera vez en 20 partidas. Motyliov y Zviágintsev tuvieron las actuaciones más pobres. 
Sin embargo, hubo algunas actuaciones excelentes del Resto del Mundo, ninguna mejor que Shírov que puntuó 7/10, con una actuación de índice de audiencia de 2865 de 
Elo. Radjabov también, el más joven y peor clasificado de la competición produjo un ajedrez brillante y contribuyó con un sólido 5/10. Aquí está su 
arriesgada aniquilación de la Defensa india de dama de Kárpov:
<Blancas> Teimour Radjabov <Negras> Anatoli Kárpov - Ronda 2
1.d4 Cf6 2.c4 e6 3.Cf3 b6 4.a3 Ab7 5.Cc3 d5 6.cxd5 Cxd5 7.e3 g6 8.Ab5+ c6 9.Aa4 Ag7 10.0-0 0-0 11.e4 Cxc3 12.bxc3 c5 13.Ag5 Dd6 14.Te1 Cc6 15.e5 Dc7 16.Dd2 Ca5 17.Tac1 Ad5 18.Df4 Tfc8 19.h4 Db7 20.Af6 Af8 21.Ch2 cxd4 22.cxd4 Txc1 23.Txc1 Axg2 24.Cg4 h5 25.Ce3 Ae4 26.Ad1 b5 27.d5 Axd5 28.Cxd5 exd5 29.e6 Cc4 30.Dg5 Rh7 31.Ac2 Ag7 32.Te1 Te8 33.Dxh5+ Rg8 34.Axg6 Rf8 35.e7+ 1-0